# 갈기쥐
갈기쥐(Lophiomys imhausi)는 쥐과에 속하는 설치류의 일종이다. 갈기쥐속(Lophiomys)의 유일종이다. 야행성 동물로 긴 털과 덤불 꼬리를 갖고 있으며, 특히 호저를 닮은 아프리카 설치류이다.